# Mylothris chloris
Mylothris chloris är en fjärilsart som först beskrevs av Fabricius 1775.  Mylothris chloris ingår i släktet Mylothris och familjen vitfjärilar. Inga underarter finns listade i Catalogue of Life.

## Bildgalleri

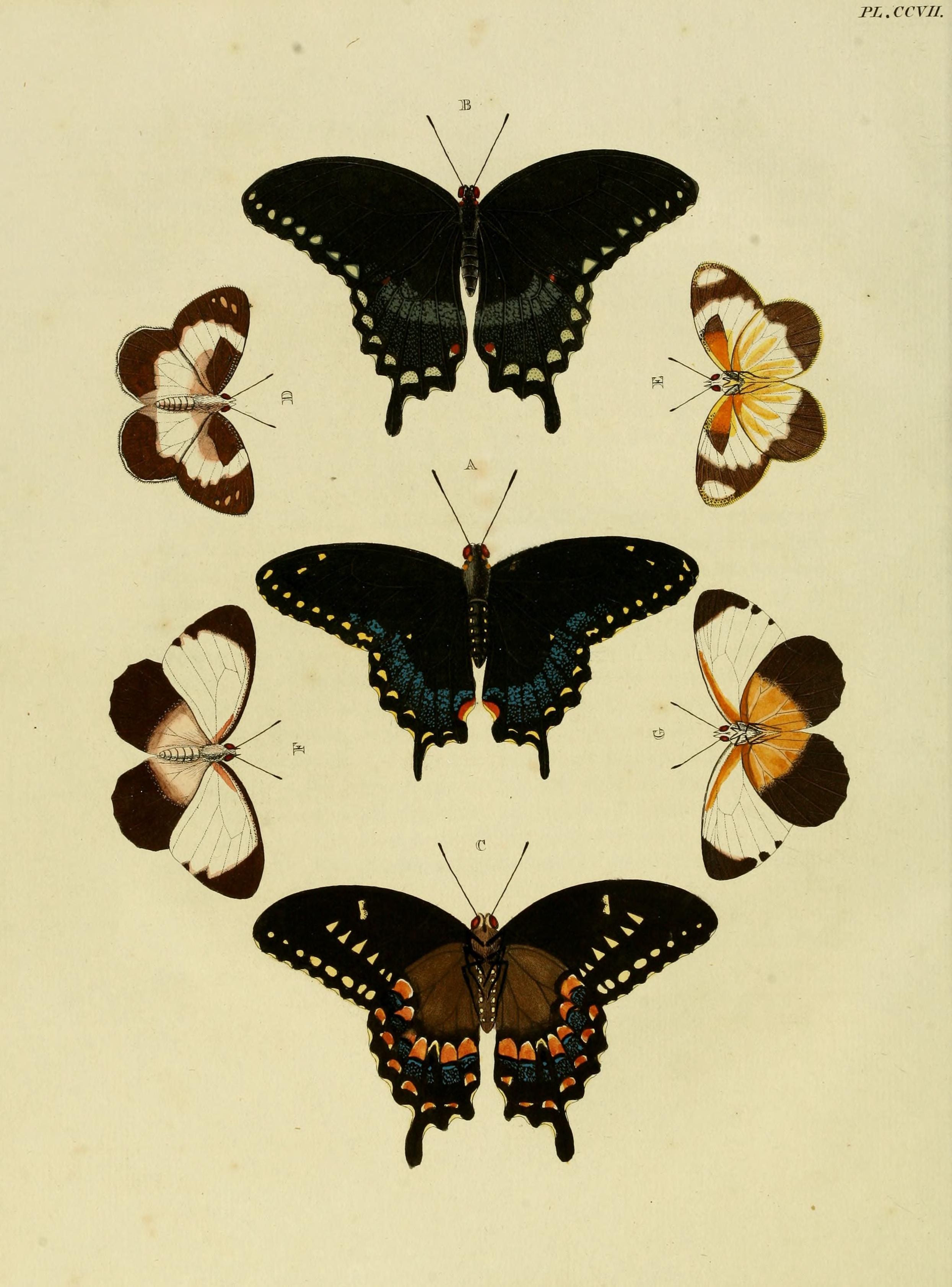